# حمام سید علی اتحاد
حمام سید علی اتحاد مربوط به اواخر دوره قاجار ۱۳۰–۱۰۰ است و در کرمان، میدان شهدا (مشتاق)، ابتدای خیابان مادر، سمت راست واقع شده و این اثر در تاریخ ۱۸ اسفند ۱۳۸۷ با شمارهٔ ثبت ۲۵۲۹۳ به‌عنوان یکی از آثار ملی ایران به ثبت رسیده است.